# ستيوارت شابمان
ستيوارت شابمان (بالإنجليزية: Stuart Chapman)‏ (6 مايو 1951 في المملكة المتحدة - يوليو 2022) هو مدرب كرة قدم ولاعب كرة قدم بريطاني في مركز الوسط. لعب مع بورت فايل وماكليسفيلد تاون وستافورد رينجرز ونادي روسيستر ‏.

## وصلات خارجية
- ستيوارت شابمان على موقع قاعدة بيانات كرة القدم.إي يو (الإنجليزية)